# 大間々町大間々
大間々町大間々（おおままちょうおおまま）は、群馬県みどり市にある地名（町丁）。郵便番号は〒376-0101。

## 概要
みどり市中部の旧大間々町の中でも南東端に位置する。域内を東武鉄道桐生線、上毛電気鉄道上毛線、わたらせ渓谷鉄道わたらせ渓谷線が通じている。
東側を渡良瀬川が流れており、扇状地に位置する。
域内北部には駅や商店街を中心とする商業エリアが、南部には住宅街が広がり、群馬県道3号線沿いには大規模な商業施設が立ち並ぶ。

## 施設
- みどり市役所大間々庁舎
- みどり市役所教育庁舎
- みどり市立大間々東中学校
- みどり市立大間々東小学校
- みどり市立大間々南小学校
- 大間々グラウンド
- みどり市大間々博物館（コノドント館）
- ながめ余興場
- 大間々郵便局
- 大間々南郵便局
- 大間々ショッピングセンターさくらもーる

## 交通

### 道路・橋梁
- 国道122号
- 国道353号
- 群馬県道3号前橋大間々桐生線
- 群馬県道69号大間々世良田線
- 群馬県道73号伊勢崎大間々線
- 群馬県道78号太田大間々線
- 群馬県道291号境木島大間々線
- 群馬県道338号駒形大間々線
- 群馬県道340号如来堂大間々線
- 群馬県道348号大間々停車場線
- はねたき橋：渡良瀬川にかかる歩行者用吊り橋。大間々町高津戸と通じる。
- 高津戸橋：群馬県道338号駒形大間々線にかかる橋。大間々町高津戸と通じる。

### バス
- みどり市営デマンドバス 電話でバス[5]

### 鉄道
- 東武鉄道桐生線、上毛電気鉄道上毛線
  - 赤城駅
- わたらせ渓谷鉄道わたらせ渓谷線
  - 大間々駅

## 学区
市立の公立小・中学校に通う場合、学区は以下の通りとなる。
| 地区    | 小学校         | 中学校         |
| ------- | -------------- | -------------- |
| 1～4区  | 大間々北小学校 | 大間々中学校   |
| 5区     | 大間々南小学校 | 大間々中学校   |
| 6、7区  | 大間々南小学校 | 大間々東中学校 |
| 8、13区 | 大間々東小学校 | 大間々東中学校 |

## 人口
2022年（令和4年）11月末時点での人口は以下の通りである。
| 町丁           | 男      | 女      | 人口     | 世帯数    |
| -------------- | ------- | ------- | -------- | --------- |
| 大間々町大間々 | 5,461人 | 5,680人 | 11,141人 | 5,075世帯 |